# Liste der Abgeordneten zum Tiroler Landtag (VIII. Gesetzgebungsperiode)
Diese Liste der Abgeordneten zum Tiroler Landtag (VIII. Gesetzgebungsperiode) listet alle Abgeordneten zum Tiroler Landtag in der VIII. Gesetzgebungsperiode vom 1. Juli 1975 bis zum 23. Oktober 1979 auf. Nach der Landtagswahl 1975 stellte die Österreichische Volkspartei (ÖVP) 24 der 36 Abgeordneten, wobei sie gegenüber der Landtagswahl 1965 ein Mandat hinzugewann. Zweitstärkste Fraktion im Landtag war die Sozialistische Partei Österreichs (SPÖ), die elf Abgeordnete stellte und gegenüber der abgelaufenen Periode ein Mandat verloren hatte. Zudem gehörte wie bereits in der abgelaufenen Periode ein Abgeordneter der Freiheitlichen Partei Österreichs (FPÖ) dem Landtag an.
Nach der Angelobung der Abgeordneten am 1. Juli 1975 wählten die Landtagsabgeordneten noch am selben Tag die Mitglieder der Landesregierung Wallnöfer IV. Die Gesetzgebungsperiode endete mit der Angelobung der Abgeordneten der IX. Legislaturperiode am 23. Oktober 1979.

## Funktionen

### Landtagspräsidenten
In der konstituierenden Sitzung wurde der amtierende Landtagspräsident Alois Lugger (ÖVP) mit 31 von 36 Stimmen wiedergewählt, wobei zwei Stimmen auf Karl Erlacher entfielen und drei Stimmzettel leer geblieben waren. Neuer 1. Vizepräsident wurde, nachdem der Anspruch auf den 1. Vizepräsidenten nach nur einer Periode nach der Landtagswahl 1975 wieder von der SPÖ an die ÖVP gewandert war, Adolf Troppmair (ÖVP), der zuvor 2. Vizepräsident gewesen war. Er erhielt bei seiner Wahl 33 von 36 Stimmen, wobei drei Stimmzettel leer geblieben waren. Gänzlich neu im Amt war hingegen Adolf Lettenbichler (SPÖ), der erstmals in das Landtagspräsidium einzog und bei seiner Wahl zum 2. Vizepräsidenten 28 von 36 Stimmen erhielt. Drei Abgeordnete stimmten dabei für Karl Hackl, ein Abgeordneter stimmte für Johann Entholzer, zwei Stimmzettel waren mit „Nein“ markiert und ein Stimmzettel leer verblieben.

### Klubobmänner
Nach der Angelobung der Abgeordneten bildeten die Mandatare der ÖVP den ÖVP-Landtagsklub. Die Landtagsabgeordnete der SPÖ bildeten den „Klub sozialistischer Abgeordneter zum Tiroler Landtag“ und wählten Karl Hackl zu ihrem Obmann bzw. Adolf Lettenbichler zu seinem Stellvertreter. Hermann Eigentler, einziger Abgeordnete der FPÖ, bildete den „Freiheitlichen Landtagsklub“ und war auch dessen Obmann.

### Landtagsabgeordnete
| Name                | Partei | Wahlkreis       | Anmerkung                                                                             |
| ------------------- | ------ | --------------- | ------------------------------------------------------------------------------------- |
| Abendstein Ekkehard | ÖVP    | Mitte           |                                                                                       |
| Astner Johann       | ÖVP    | Nord            |                                                                                       |
| Bachmann Dietmar    | ÖVP    | Innsbruck-Stadt | in der 1. Sitzung für einen in die Landesregierung gewählten Abgeordneten nachgerückt |
| Barbist Martin      | ÖVP    | West            | ab 6. März 1978 für Valentin Falkner                                                  |
| Basseti Luis        | ÖVP    | Innsbruck-Stadt | Mandatsverzicht in der ersten Landtagssitzung nach Wahl in die Landesregierung        |
| Berktold Erich      | ÖVP    | West            |                                                                                       |
| Brettauer Hans      | ÖVP    | Innsbruck-Stadt | in der 1. Sitzung für einen in die Landesregierung gewählten Abgeordneten nachgerückt |
| Eigentler Hermann   | FPÖ    | Restmandat      |                                                                                       |
| Entholzer Johann    | SPÖ    | Nord            |                                                                                       |
| Erlacher Karl       | ÖVP    | Nord            | bis 3. März 1977                                                                      |
| Falkner Valentin    | ÖVP    | West            | bis 6. März 1978                                                                      |
| Fili Ernst          | SPÖ    | Mitte           | Mandatsverzicht in der ersten Landtagssitzung nach Wahl in die Landesregierung        |
| Geiger Engelbert    | ÖVP    | West            |                                                                                       |
| Giner Maria         | ÖVP    | Restmandat      |                                                                                       |
| Greiderer Friedrich | SPÖ    | Innsbruck-Stadt |                                                                                       |
| Hackl Karl          | SPÖ    | Innsbruck-Stadt |                                                                                       |
| Handle Albert       | ÖVP    | Mitte           | in der 1. Sitzung für Alois Partl nachgerückt                                         |
| Huber Christian     | ÖVP    | Nord            | Mandatsverzicht in der ersten Landtagssitzung nach Wahl in die Landesregierung        |
| Huter Paul          | ÖVP    | West            |                                                                                       |
| Idl Andrä           | SPÖ    | Restmandat      |                                                                                       |
| Kantner Walter      | SPÖ    | Nord            |                                                                                       |
| Kaufmann Alfons     | SPÖ    | Mitte           | in der 1. Sitzung für Ernst Fili nachgerückt                                          |
| Kranebitter Franz   | ÖVP    | Mitte           |                                                                                       |
| Landmann Paul       | ÖVP    | Nord            |                                                                                       |
| Lettenbichler Adolf | SPÖ    | West            |                                                                                       |
| Lindner Hans        | ÖVP    | Nord            |                                                                                       |
| Lugger Alois        | ÖVP    | Innsbruck-Stadt |                                                                                       |
| Mader Helmuth       | ÖVP    | Innsbruck-Stadt | in der 1. Sitzung für einen in die Landesregierung gewählten Abgeordneten nachgerückt |
| Mattersberger Josef | ÖVP    | Ost             |                                                                                       |
| Partl Alois         | ÖVP    | Mitte           | Mandatsverzicht in der ersten Landtagssitzung nach Wahl in die Landesregierung        |
| Pischl Karl         | ÖVP    | Mitte           | Mandatsverzicht in der ersten Landtagssitzung nach Wahl in den Bundesrat              |
| Plattner Leo        | SPÖ    | Innsbruck-Stadt | in der 1. Sitzung für einen Herbert Salcher nachgerückt                               |
| Prior Fritz         | ÖVP    | Innsbruck-Stadt | Mandatsverzicht in der ersten Landtagssitzung nach Wahl in die Landesregierung        |
| Salcher Herbert     | SPÖ    | Innsbruck-Stadt | Mandatsverzicht in der ersten Landtagssitzung nach Wahl in die Landesregierung        |
| Schlögl Heinrich    | ÖVP    | Nord            | ab 18. Mai 1977 für Karl Erlacher                                                     |
| Schneider Johannes  | SPÖ    | Nord            |                                                                                       |
| Schweiger Johann    | ÖVP    | Mitte           |                                                                                       |
| Seewald Hans        | SPÖ    | Mitte           |                                                                                       |
| Senfter Alfred      | ÖVP    | Ost             | in der 1. Sitzung für Fridolin Zanon nachgerückt                                      |
| Sock Hans           | ÖVP    | Mitte           |                                                                                       |
| Tanzer Hans         | SPÖ    | Mitte           |                                                                                       |
| Thoman Josef        | ÖVP    | Innsbruck-Stadt |                                                                                       |
| Troppmair Adolf     | ÖVP    | Mitte           |                                                                                       |
| Wallnöfer Eduard    | ÖVP    | West            |                                                                                       |
| Wetscher Hermann    | ÖVP    | Mitte           | in der 1. Sitzung für Karl Pischl nachgerückt                                         |
| Zanon Fridolin      | ÖVP    | Ost             | Mandatsverzicht in der ersten Landtagssitzung nach Wahl in die Landesregierung        |